# Eerste klasse 2020-21 (vrouwenvoetbal België)

Het seizoen 2020/21 van de Belgische Eerste Klasse vrouwenvoetbal was het vijftigste seizoen in totaal en het negende als tweede niveau.  Het ging van start gegaan in de zomer van 2020 en had moeten eindigen in de lente van 2021, maar werd stopgezet wegens de coronacrisis. Alle rangschikkingen werden geannuleerd: daardoor waren er na dit seizoen geen sportieve stijgers of dalers.

## Clubs
Van de zestien ploegen in de vorige editie van Eerste Klasse waren er vier niet meer bij in deze jaargang: kampioen Eendracht Aalst, runner-up White Star Woluwe en nummer zes Zulte Waregem waren de drie hoogst gerangschikte ploegen die een licentie voor de Super League bemachtigd hadden: zij mochten door de uitbreiding van die liga promoveren. Tongeren DV gaf nog voor het seizoensbegin algemeen forfait, verder moest niemand degraderen omdat door de uitbreiding van de Super League enkele plaatsen waren vrijgekomen.

### Gepromoveerde teams
Door de vier vrijgekomen plaatsen mochten van beide reeksen in Tweede klasse zowel de kampioen als de tweede stijgen. De vier begunstigden waren Anderlecht B (kampioen in de A-reeks), Wuustwezel (tweede in de A-reeks), Club Luik (kampioen in de B-reeks) en Chastre (tweede in de B-reeks). Wuustwezel keerde na twee seizoenen in Tweede klasse terug in Eerste, Anderlecht na drie seizoenen. Club Luik en Chastre maakten hun debuut op dit niveau.

### Per provincie
Het zwaartepunt ligt in de provincie Antwerpen met vijf ploegen, vier ploegen komen uit de voetbalprovincie Brabant. De resterende zeven ploegen komen uit Henegouwen (1), Limburg (1), Luik  (2), Oost-Vlaanderen (1) en West-Vlaanderen (2). Luxemburg en Namen hebben geen vertegenwoordiger in Eerste klasse.
| Nr | Stamnr | Club                 | Plaats         | Seiz | Op rij | Beste                     | 2018-19                     |
| -- | ------ | -------------------- | -------------- | ---- | ------ | ------------------------- | --------------------------- |
| 1  | 7      | AA Gent B            | Gent           | 6    | 6      | Kampioen (2017)           | 03e                         |
| 2  | 9423   | Moldavo              | Mol            | 6    | 6      | 04e (2019, 2020)          | 04e                         |
| 3  | 6142   | OH Leuven B          | Leuven         | 6    | 2      | 05e (2020)                | 05e                         |
| 4  | 16     | Standard B           | Luik           | 8    | 8      | Kampioen (2016)           | 07e                         |
| 5  | 3029   | Kontich              | Kontich        | 13   | 7      | 8e in BeNe League (2013)  | 08e                         |
| 6  | 9527   | Eva's Tienen         | Tienen         | 42   | 2      | Landskampioen (2008)      | 09e                         |
| 7  | 1708   | Union Saint-Ghislain | Saint-Ghislain | 9    | 9      | 03e (2018)                | 10e                         |
| 8  | 9040   | Famkes               | Diksmuide      | 11   | 6      | 05e (2017)                | 11e                         |
| 9  | 8238   | KRC Genk B           | Genk           | 3    | 3      | 09e (2019)                | 12e                         |
| 10 | 4466   | Massenhoven          | Massenhoven    | 6    | 6      | 04e (2016)                | 13e                         |
| 11 | 6039   | Zwevezele            | Wingene        | 2    | 2      | 14e (2020)                | 14e                         |
| 12 | 25     | KV Mechelen          | Mechelen       | 2    | 2      | 15e (2020)                | 15e                         |
| 13 | 35     | Anderlecht B         | Anderlecht     | 6    | 1      | 10e (2013, 2015)          | Kampioen in Tweede klasse A |
| 14 | 4      | Club Luik            | Luik           | 1    | 1      | Kampioen in Tweede (2020) | Kampioen in Tweede klasse B |
| 15 | 358    | Wuustwezel           | Wuustwezel     | 4    | 1      | 12e (2013)                | 2e in Tweede klasse A       |
| 16 | 9308   | Chastre              | Chastre        | 1    | 1      | 2e in Tweede (2020)       | 2e in Tweede klasse B       |

## Eindklassement
Door de coronacrisis werd het seizoen al vroeg stopgezet (na vier speeldagen, hoewel de meeste ploegen zelfs nog minder wedstrijden hadden gespeeld). De Belgische Voetbalbond besliste dan ook om het seizoen volledig te schrappen en geen ploegen te laten promoveren of degraderen. 